# 紀元前198年
紀元前198年（きげんぜん198ねん）は、ローマ暦の年である。ローマ建国紀元556年、セクストゥス・アエリウス・パエトゥス・カトゥスとティトゥス・クィンクティウス・フラミニヌスが執政官の年。

## 他の紀年法
- 干支 : 癸卯
- 日本
  - 孝元天皇17年
  - 皇紀463年
- 中国
  - 前漢 : 高祖9年
- 朝鮮
  - 檀紀2136年
- 仏滅紀元 : 347年
- ユダヤ暦 : 3563年 - 3564年

## できごと

### 共和政ローマ
- 執政官フラミニヌスはプブリウス・ウィッリウス・タップルスの後任として[2]マケドニア担当となった[1]。その後、アオウスの戦いでピリッポス5世を破った。彼はアカイア同盟を味方に引き入れ、ロクリスのニカイアでピリッポスと交渉した[1]。ローマ元老院に和平の提案がなされたものの、交渉は決裂し、戦闘が再開した。

### セレウコス朝
- アンティオコス3世に率いられたセレウコス朝の軍とアエトリアのスコパスに率いられたプトレマイオス朝の軍によって、パニウムの戦いが行われた。セレウコス朝は戦争に勝利し、アンティオコス3世はエジプトのプトレマイオス5世からパレスチナとコイレ・シリアを手に入れた。ローマ帝国はプトレマイオス5世に外交官を送ったが、彼らは重大な援助を与えることはできなかった。
- 平和が訪れた結果、アンティオコス3世は娘のクレオパトラ1世とプトレマイオス5世の結婚を認めた。

### 中国
- 漢帝国が紀元前200年に匈奴に敗北すると、高祖は廷臣の劉敬を交渉に送り、漢の公主を和親として結婚させる、絹、酒、米等を定期的に献上する、国として対等の立場を認める、万里の長城を国境とする等の内容で合意に達した。この条約は、漢と匈奴の間で60年間続いた。